# Historický lexikon obcí České republiky 1869–2005
Das Historický lexikon obcí České republiky 1869–2005 (Historisches Lexikon der Gemeinden der Tschechischen Republik 1869–2005) beinhaltet für den Zeitraum von 1869 bis 2001 für alle Ortschaften in Tschechien Angaben zur schriftlichen Ersterwähnung, Einwohnerzahl, Gebäudezahl und Gemeindezugehörigkeit.

## Autoren und Herausgeber
Das Lexikon wurde 2006 vom Český statistický úřad (ČSÚ, Tschechisches Statistikamt) herausgegeben.
Zu seinen Autoren gehören Jiřina Růžková, Josef Škrabal, Vladimír Balcar, Radek Havel, Josef Křídlo, Marie Pavlíková, Robert Šanda.

## Aufbau
Das Lexikon hat zwei Teile.
Beide Teile sind als PDF-Datei online kostenlos erhältlich.

### 1. Teil
Der erste Teil des Lexikons enthält für alle Ortschaften (nicht nur für die Gemeinden):
- die gegenwärtige Gemeindezugehörigkeit
- das Datum der ersten schriftlichen Erwähnung (první písemná zmínka)
- die Einwohnerzahl (počet obyvatel) für die Jahre 1869, 1880, 1890, 1900, 1910, 1921, 1930, 1950, 1961, 1970, 1980, 1991, 2001
- die Zahl der Häuser (počet domů) für die Jahre 1869, 1880, 1890, 1900, 1910, 1921, 1930, 1950, 1961, 1970, 1980, 1991, 2001

Die Ortschaften sind nach den Regionen geordnet:
- Prag ab Seite 60
- Středočeský kraj ab Seite 68
- Jihočeský kraj ab Seite 188
- Plzeňský kraj ab Seite 272
- Karlovarský kraj ab Seite 340
- Ústecký kraj ab Seite 366
- Liberecký kraj ab Seite 422
- Královéhradecký kraj ab Seite 458
- Pardubický kraj ab Seite 508
- Vysočina ab Seite 550
- Jihomoravský kraj ab Seite 610
- Olomoucký kraj ab Seite 650
- Zlínský kraj ab Seite 686
- Moravskoslezský kraj ab Seite 706

Innerhalb der Region sind die Gemeinden alphabetisch geordnet.
Jede Gemeinde ist mit einer fortlaufenden Nummer versehen.
Direkt unterhalb der Gemeinde befinden sich ebenfalls alphabetisch geordnet die zur Gemeinde gehörenden Ortschaften.
Auf jeder zweiten Seite befinden sich die Einwohnerzahlen 1970 bis 2001 und die Häuserzahlen, zugeordnet über die laufende Nummer der Gemeinde.

### 2. Teil
Der zweite Teil des Lexikons enthält für alle Ortschaften eine zeitliche Auflistung der Gemeindezugehörigkeiten.
Alle Ortschaften sind durchgehend in alphabetischer Ordnung verzeichnet.
Für Orte, die ursprünglich keinen tschechischen Namen hatten, sind die deutschen Namen mit aufgeführt.
Unter dem deutschen Namen findet sich ein Verweis auf den jeweiligen tschechischen Namen der Ortschaft.

## Entstehungsgeschichte
Vorgänger dieses Lexikons war das Lexikon der Gemeinden der ČSSR 1850–1970 (Retrospektivní lexikon obcí ČSSR 1850–1970), welches im Jahr 1978 vollendet wurde. Die Idee zu diesem Lexikon hatte Vladimír Srb, der auch seine Verwirklichung organisierte.
Initiatorin des vorliegenden Lexikons war Jiřina Růžková. Es beginnt mit dem Jahr 1869, weil aus diesem Jahr der erste moderne Zensus vorliegt.